# Генрі Дін, архієпископ Кентерберійський

Герб архієпископа Кентерберійського.

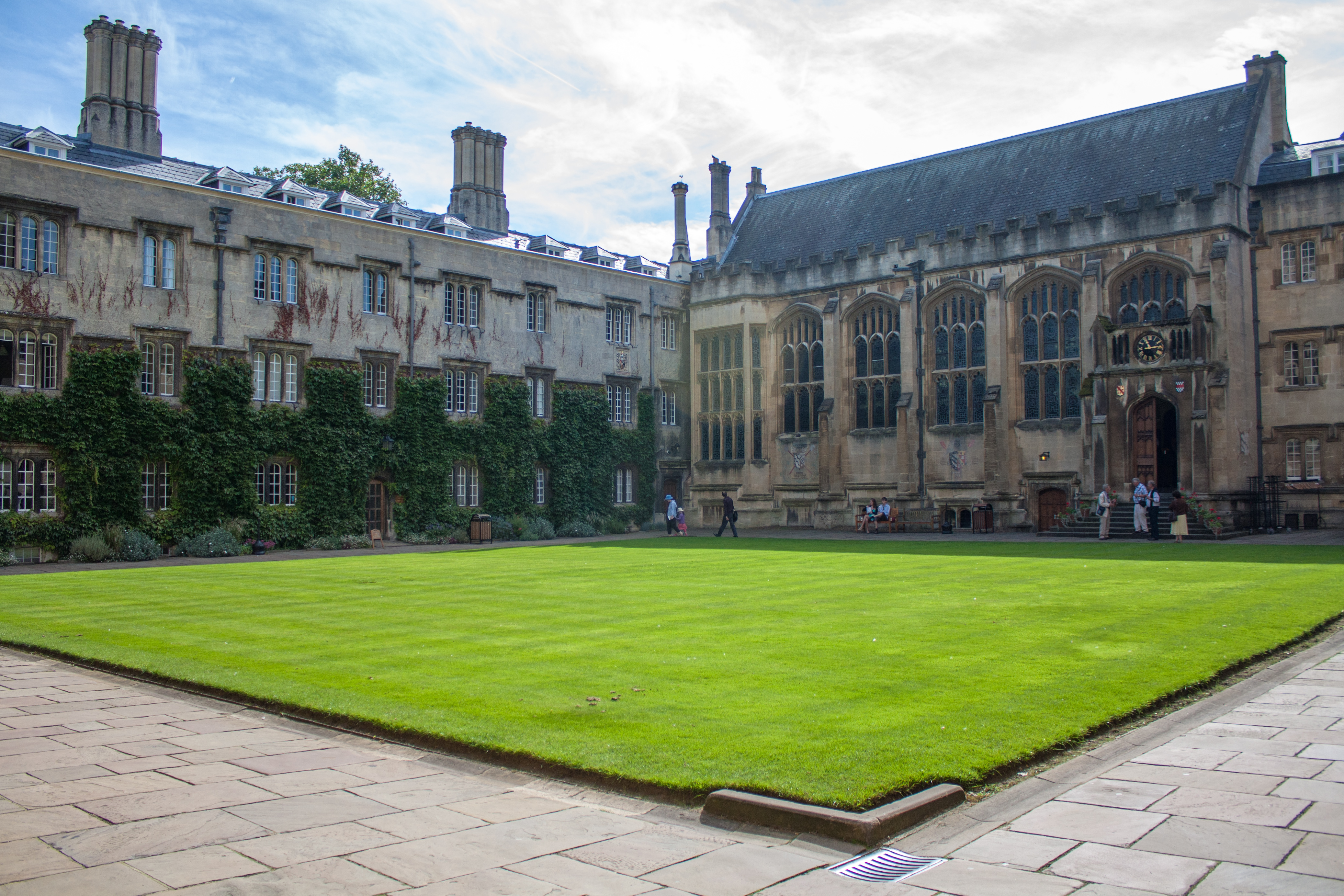
Ексетер-коледж, Оксфорд.

Герб єпископів Бангор.

Генрі Дін (англ. Henry Deane; прибл. 1440 — 15 лютого 1503) — відомий у свій час англійський та ірландський державний діяч, політик, юрист, суддя, церковний діяч, був архієпископом Кентерберійським з 1501 року до своєї смерті, лорд-канцлер Ірландії в 1494—1496 роках.

## Молодість і освіта
Найдавніші повідомлення про Генрі Діна в історичних джерелах датуються 1457 роком — тоді Генрі Дін був записаний Глостером як канонік Ллантоні. У 1473 році та знову в 1488 році він орендував кімнати в Ексетер-коледжі в Оксфорді, тому припустили, що він був студентом Оксфордського університету.

## Кар'єра

### Юридична кар'єра
У 1481 році Генрі Дін зумів приєднати пріорат Ллантоні-Пріма в Монмутширі до свого власного пріорату. Він започаткував програму будівельних робіт у своєму монастирі, а також додав власний герб до воріт монастиря. Пізніше в 1485 році, коли король Англії та Ірландії Генріх VII зійшов на престол, Генрі Дін зміг зберегти королівську прихильність. Генрі Дін був прийнятий до юридичної школи «Лінкольнс-Інн» у 1489 році, що свідчить про його хороші знання загального права. 13 вересня 1494 року в рамках кампанії з укомплектування ірландської судової системи англійцями, які підтвердили лояльність до династії Тюдорів, він був призначений лорд-канцлером Ірландії під керівництвом сера Едварда Пойнінгса. У цій якості він виступив зі вступною промовою в парламенті Ірландії в Дрогеді в грудні 1494 року. Коли Пойнінгс був відкликаний з Ірландії у січні 1496 року, Генрі Дін був призначений його наступником на посаді заступника депутат-губернатора Ірландії, але погані відносини з місцевим духовенством призвели до його усунення з посад в серпні того ж року.

### Єпископ
13 квітня 1494 року він був призначений єпископом Бангора (затверджено Папою в липні 1495 року), де він займався відновленням єпархії після повстання в Уельсі під проводом Овайна Гліндора. 7 грудня 1499 року король Англії та Ірландії Генріх VII призначив його на важливішу посаду — на посаду єпископа Солсбері. Ця посада була підтверджена Папою 8 січня 1500 року.

### Архієпископ
13 жовтня 1500 року, після смерті лорд-канцлера Англії, архієпископа Джона Мортона, Генрі Дін був призначений лорд-охоронцем Великої Державної Печатки Англії, володів цією посадою до 27 липня 1502 року. Томас Ленгтон, єпископ Вінчестерський, був обраний наступником Мортона в Кентербері, але після його смерті 27 січня 1501 року Генрі Дін, своєю чергою, був обраний 26 квітня 1501 року на цю посаду. Він був першим монахом, піднесеним до архієпископа Кентербері за 135 років, і останнім монахом на цій посаді.
Його основним здобутком на посаді архієпископа Кентерберійського стали переговори щодо Договору про вічний мир (підписаного в січні 1502 року) між Англією та Шотландією. Цей мир включав домовленість про шлюб Маргарити Тюдор, дочки короля Англії та Ірландії Генріха VII і короля Шотландії Якова IV. Генрі Дін також служив церковну службу на весіллі Артура, принца Уельського і Катерини Арагонської, якому допомагали 19 єпископів. Шлюб відбувся 14 листопада 1501 року.

## Смерть
Генрі Дін помер 15 лютого 1503 року і був похований у Кентербері 24 лютого. Сер Реджинальд Брей був одним із виконавців його заповіту. Елрінгтон Болл описав його як одного з найбільших церковних державних діячів свого часу.